# Берос
Берос, Беросс (грец. Βηροσσος, лат. Berossos) — вавилонський жрець, історик, астроном-астролог та винахідник, який народився на півдні Іраку за часів правління Александра Македонського. Заснував астрологічну школу на острові Кос і таким чином познайомив греків з вавилонською астрологією.
Берос був жерцем головного бога Вавилона, Мардука. Берос, ймовірно, закінчив свої дні на острові Кос у східному Егейському морі, де заснував школу, відому складанням гороскопів. Він мав унікальні переваги в написанні своєї історії та мав доступ до шумерських та аккадських текстів, невідомих та недоступних типовому грецькому придворному історику, і міг їх читати.
Берос був сучасником Антіоха I Сотера (281 — 261 рр. до н. е.), якому він присвятив написану грецьким діалектом Койне Вавилоніку (історію Месопотамії) в трьох книгах. Перша книга охоплювала події від історії створення світу та про те, як люди дізналися про нього від Оаннеса, морського чудовиська. Найімовірніше, ця перша книга також містила ті кілька астрономічних вчень Бероса, що збереглися. Друга книга розповідала історію світу від створення до початку правління Набонасара в 747 р. до н. е. Третя книга Бероса містила історію Вавилона, ймовірно, до правління Антіоха I. Берос писав у стилі хроніки, він оскаржував грецькі погляди на історію Сходу. Достовірність третьої книги як джерела підтвердили клинописні написи. Дуже мало його праць збереглося. Освічені читачі ігнорували його історичні праці, християнство офіційно не схвалювало гороскопи (головний продукт давньої астрономії), а Месопотамія не була тривалою частиною греко-римського світу. Фрагменти праці Бероса, що збереглися, пройшли через одного або кількох посередників, перш ніж більшість з них збереглися в кількох скорочених описах історії Месопотамії: Йосип Флавій, Євсевій Кесарійський та Синкел. Інші, хто писав історії Месопотамії після Бероса, мали ще менше читачів та авторів екскурсів. 
Беросу приписують винахід півкруглого або напівкруглого сонячного годинника, і афіняни встановили статую на його честь за його роботу в астрології.